# La República (Kolumbien)
Die La República (LR) ist eine in Bogotá an sechs Wochentagen erscheinende wirtschaftsliberale Wirtschaftszeitung. Wegen ihrer zahlreichen politischen Artikel handelt es sich um kein reines Finanzblatt. Die Zeitung gehört seit Anfang 2017 der Organización Ardila Lülle.
Das Blatt wurde im Jahr 1954 als erste reine Wirtschaftszeitung von dem ehemaligen Präsidenten Kolumbiens, Mariano Ospina Pérez, und dem Herausgeber von El Colombiano, Julio C. Hernández, gegründet. Seit Kolumbien ein stetiges Wirtschaftswachstum ab etwa dem Jahr 2000 erfährt, ist es die einflussreichste Zeitung unter Unternehmern, Brokern, Ökonomen und Bankiers Kolumbiens, die über mehrere Plattformen auf Nachrichten und Inhalte zugreifen können.
Die Zeitung besteht aus fünf Sektionen:
- Economía (Wirtschaft)
- Empresas (Unternehmen)
- Finanzas (Finanzen)
- NegOcio (Geschäftsleben)
- Globoeconomía (Weltwirtschaft)